# 재해관련사
재해관련사(일본어: 災害関連死 사이가이칸렌시[*], disaster-related death)란 재해로 발생한 직접적인 피해가 아니라 재해 발생 후 피난 도중, 혹은 피난 이후 사망한 사람 중 그 사인이 재해와의 인과관계가 인정되는 사망자를 뜻한다.
현재 일본에서는 재해관련사를 자연 재해의 피해를 입어 일본 정부의 재해조위금 지원 대상을 받는 사람을 가리키는 경우가 많다. 또한 자연 재해에도 풍수해나 폭설, 지진, 쓰나미, 화산 분화 등 다양한 종류가 있는데 이 중 지진재해로 발생한 재해관련사를 일본에서는 "진재관련사"(震災関連死)라고 부른다.

## 정의
직접적인 사망을 포함해 일본에서 재해조위금 지원은 재해조위금 지급 등에 관한 법률에 의거해 조례에 따라 실시하며, 신청 이후 심사가 필요한 경우에는 중앙정부가 아닌 각 시구정촌에서 설치한 자체 기관에서 심사한다. 구체적으로는 행정기관의 담당자와 의사, 변호사 등 전문가가 참여한 위원회를 설치하여 사망진단서, 사체검안서를 조사하거나 가족, 주변 주민을 직접 방문해 지병 유무, 치료를 할 수 있는 환경에 있었는지, 이재민에게 과실은 없었는지 등을 평가하여 자연 재해가 피해자의 사망에 인과관계가 존재하는지 광범위하게 놓고 판단한다.
이 때 재해관련사의 사인에는 심장병이나 뇌혈관 질환, 폐렴 등으로 인한 호흡부전 등이 많지만 그 밖에도 폭넓은 사례를 재해관련사로 인정하고 있다. 이는 '조위금'이 산재보험과 같은 사보험과는 달리 실제로는 이재민의 구제를 목적으로 만든 지원금이기 때문이다.

## 역사
재해관련사라는 개념은 1995년 발생한 한신·아와지 대진재에서 생겨났다. 원래는 병원 관계자들 사이에서 '관련질환'이나 '관련질병'으로 칭했다. 당시 일본 후생성이 "지진과 상당한 인과관계가 있다고 재해조위금 판정위원회 등에서 인정된 사망자"라는 인식을 나타내면서 처음으로 공적 영역에서 재해관련사가 인정받았다. 행정상으로는 "재해조위금의 추가 신청이 인정되었다"라는 의미로 '인정사'라고 부르기도 했으나 일본 통계청에서 경찰의 검시를 통해 직접 사망을 확인한 '직접사'와 구분하는 의미로 '관련사'라는 호칭으로 통일되었다.
한신·아와지 대진재 당시에는 재해조위금 심사 당시 의학적으로 상관관계와 인과관계를 매우 중요시하여 이재민에게 매우 불리하게 작용해 신청자 중 절반 정도만 재해관련사가 인정되었다. 2004년 발생한 니가타현 주에쓰 지진에서는 피난민들에게서 정맥혈전증(이코노미 클래스 증후군)의 발생이 의학 학계에서 보고되었다.
2011년 동일본대진재 발생 후 2012년 일본 부흥청은 "재해관련사란 (동일본대진재로) 부상이 악화하여 사망하는 등 재해조위금 지급 등에 관한 법률에 따라 해당 재해조위금 지급 대상자에 포함된 자"로 재정의했다. 또한 인과관계 증명도 느슨해져서 의학적이 아닌 법학적으로 어느 정도 인과관계가 인정되면 재해관련사로 인정되었다.

## 같이 보기
- 귀가곤란자
- 상관관계와 인과관계
- 근인

## 참고 문헌
- (일본어) 『災害関連死』  - 고트뱅크
- (일본어) 『震災関連死』  - 고트뱅크
- GH中越沖地震報告書 - 웨이백 머신 (보관됨 2016-04-22) - 日本グループホーム学会
  - 上記は「災害関連死と認められた事例」の節で参照
- 災害関連死をめぐる問題 - 웨이백 머신 (보관됨 2013-06-26) - SYNODOS
- 災害関連死の審査について ―東日本大震災における岩手県の取組から― - 웨이백 머신 (보관됨 2015-03-05)
- 震災関連死の実態とその対策 - 웨이백 머신 (보관됨 2016-03-08) - 神戸協同病院
- 絶たれた命 関連死を追う - 웨이백 머신 (보관됨 2015-04-25) - 神戸新聞NEXT
- 福島県における震災関連死防止のための検討報告 - reconstruction.go.jp (오류: 알 수 없는 아카이브 URL) (보관됨 (날짜 없음)) - 復興庁